# 沃纳 (科罗拉多州)
沃纳（英語：Vona），是美国科罗拉多州基特卡森縣下属的一座城市。建市于1919年8月9日，面积大约为0.221平方英里（0.573平方公里）。根据2010年美国人口普查，该市有人口106人。2011年估计该市有人口108人，相比2010年人口增长率为1.89%。同时，论人口该市是科罗拉多州第256大城市。